# Corydoras davidsandsi

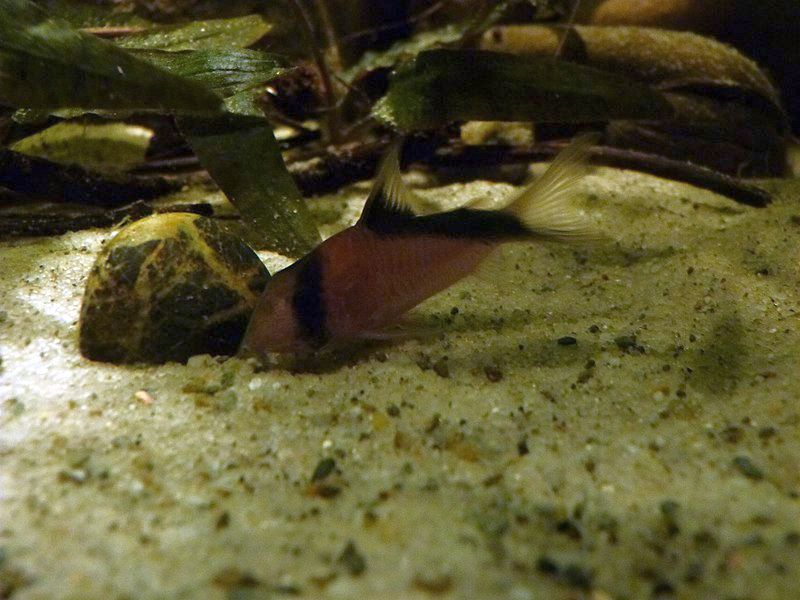
Corydoras davidsandsi

Corydoras davidsandsi es una especie de pez de la familia Callichthyidae en el orden de los Siluriformes.

## Morfología
• Los machos pueden llegar alcanzar los 4,4 cm de longitud total.

## Distribución geográfica
Se encuentran en Sudamérica: cuenca del río Negro.